# Kalmit
Die Kalmit [ˈkalmɪ⁠t], regional auch der Kalmit, seltener auch Große Kalmit genannt, bei Maikammer im rheinland-pfälzischen Landkreis Südliche Weinstraße ist mit einer Höhe von 673,64 m ü. NHN der höchste Berg des Pfälzerwalds und nach dem Donnersberg der zweithöchste Gipfel der Region Pfalz. Der Berg liegt in der Haardt, dem Ostrand des Pfälzerwalds. Über den Namensursprung gibt es unterschiedliche Theorien, die beispielsweise eine Deutung als kahler Berg oder hoher Berg bzw. Gipfelberg zulassen.
Auf der Bergkuppe stehen der Aussichtsturm Kalmit mit Relaisfunkstelle, Wetterstation und Fernsicht-Messstation, der Sender Kalmit und das Kalmithaus. Auf dem Südwestsporn Hüttenberg liegt das Naturdenkmal Felsenmeer Hüttenberg.

## Name
Der Ursprung des Namens Kalmit ist nicht gesichert, es gibt vielfältige Deutungsversuche. Eine mögliche Variante geht auf lateinisch calvus mons ‚kahler Berg‘, zurück. Es könnte auch, ähnlich wie beim Familiennamen Kallmund oder Calmund, eine Zusammensetzung von dt. kahl und lat. mons vorliegen. Denkbar ist ebenfalls ein rein germanischer Ursprung in der Kombination von kahl mit munti für ‚Schutzanlage‘ oder ‚Berg/Hügel mit Schutzanlage‘. Eine andere Möglichkeit ist die Entstehung aus dem indogermanischen kel/kol bzw. qel/qol für ‚hoch, ragen‘ in Verbindung mit mons, mond oder anderen Varianten für ‚Berg‘; dies würde eine Deutung als ‚hoher Berg‘ bzw. ‚Höhenberg‘ oder ‚Gipfelberg‘ zulassen. Als Beispiele für möglicherweise ähnlich entstandene geographische Namen werden u. a. Calmont, Külmitz, Kollmitzberg, Kalsmunt, Kallmuth, Kallmünz oder Kellmünz angeführt.

## Geographie

### Lage
Die Kalmit liegt im Naturpark Pfälzerwald und auch im grenzüberschreitenden Biosphärenreservat Pfälzerwald-Vosges du Nord. Ihr Gipfel erhebt sich 3,8 km westnordwestlich des Ortskerns der Weinbaugemeinde Maikammer und 5,5 km südwestlich des Zentrums von Neustadt an der Weinstraße (jeweils Luftlinie).
Der Berg gehört zum Gemeindewald von Maikammer.

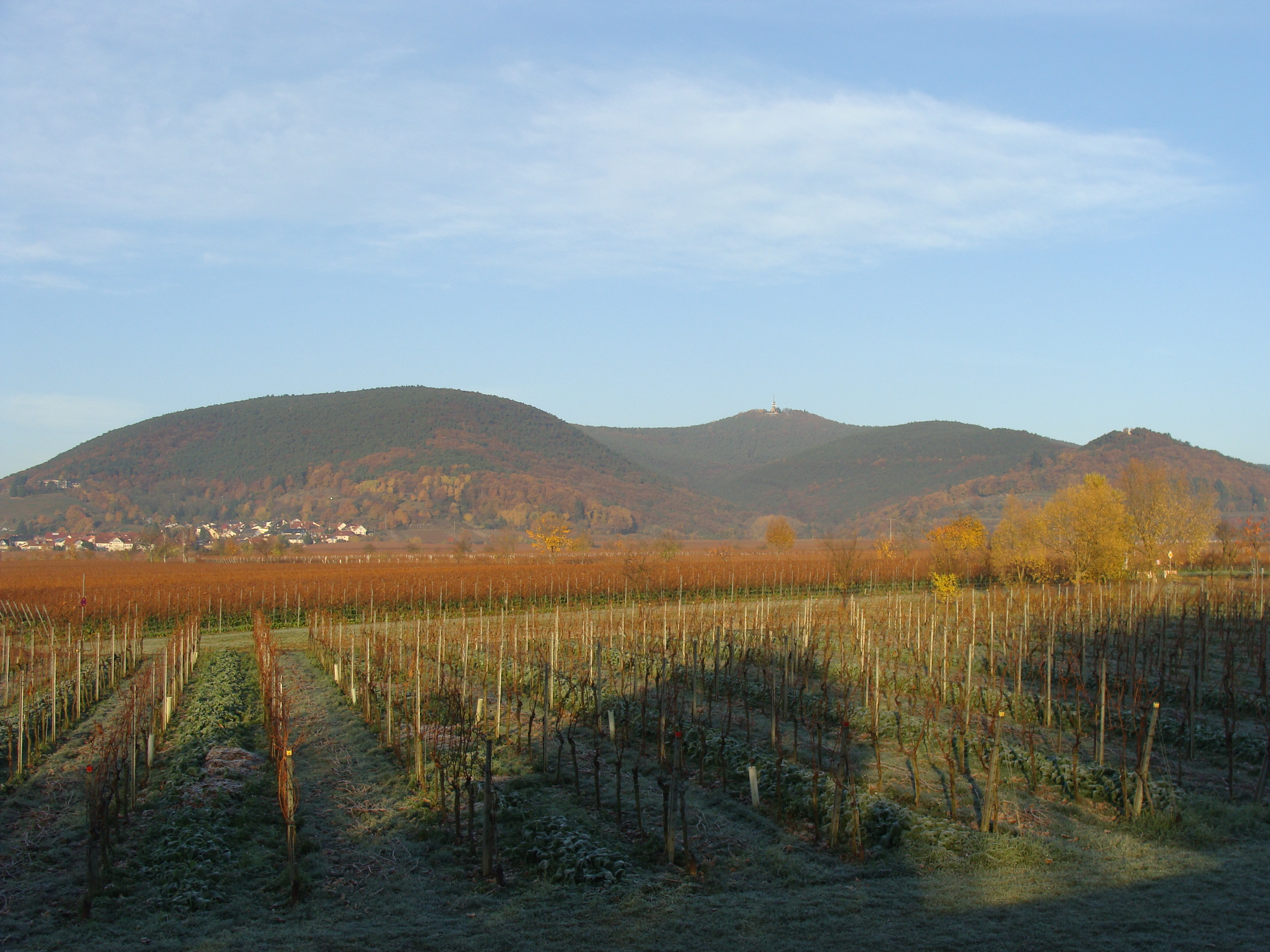
Kalmitmassiv, von links Breitenberg, Kalmit, Kanzel, Wetterkreuzberg
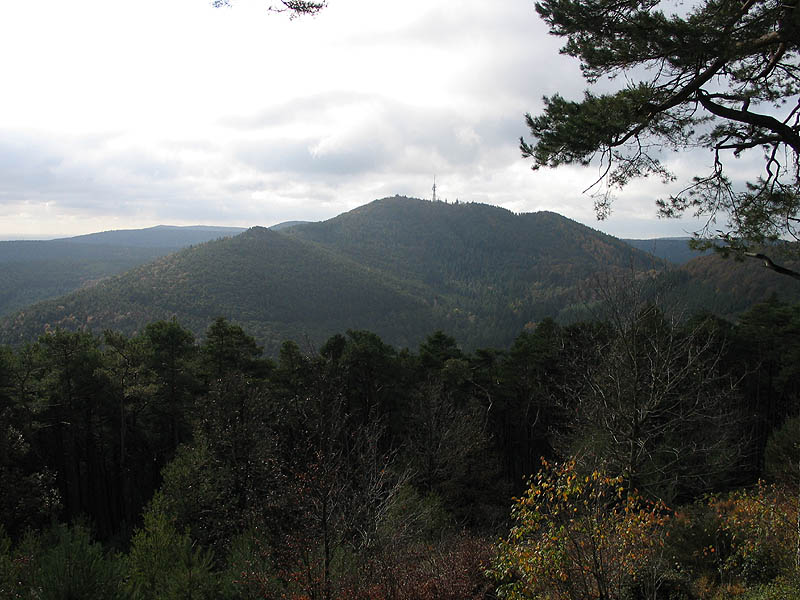
Kalmit mit Taubenkopf im Vordergrund (Blick von der Hohen Loog)
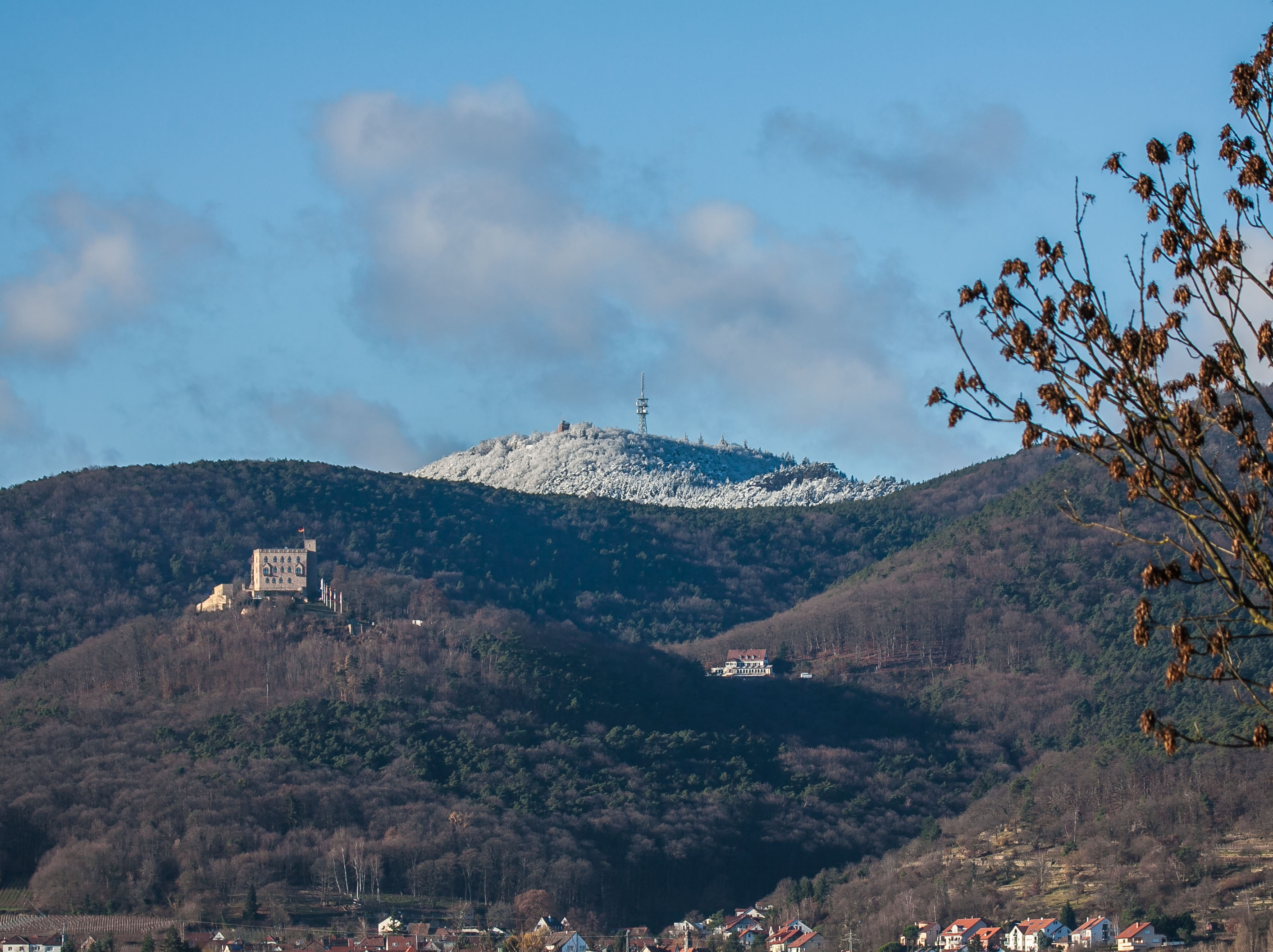
Blick auf die Kalmit über das Hambacher Schloss
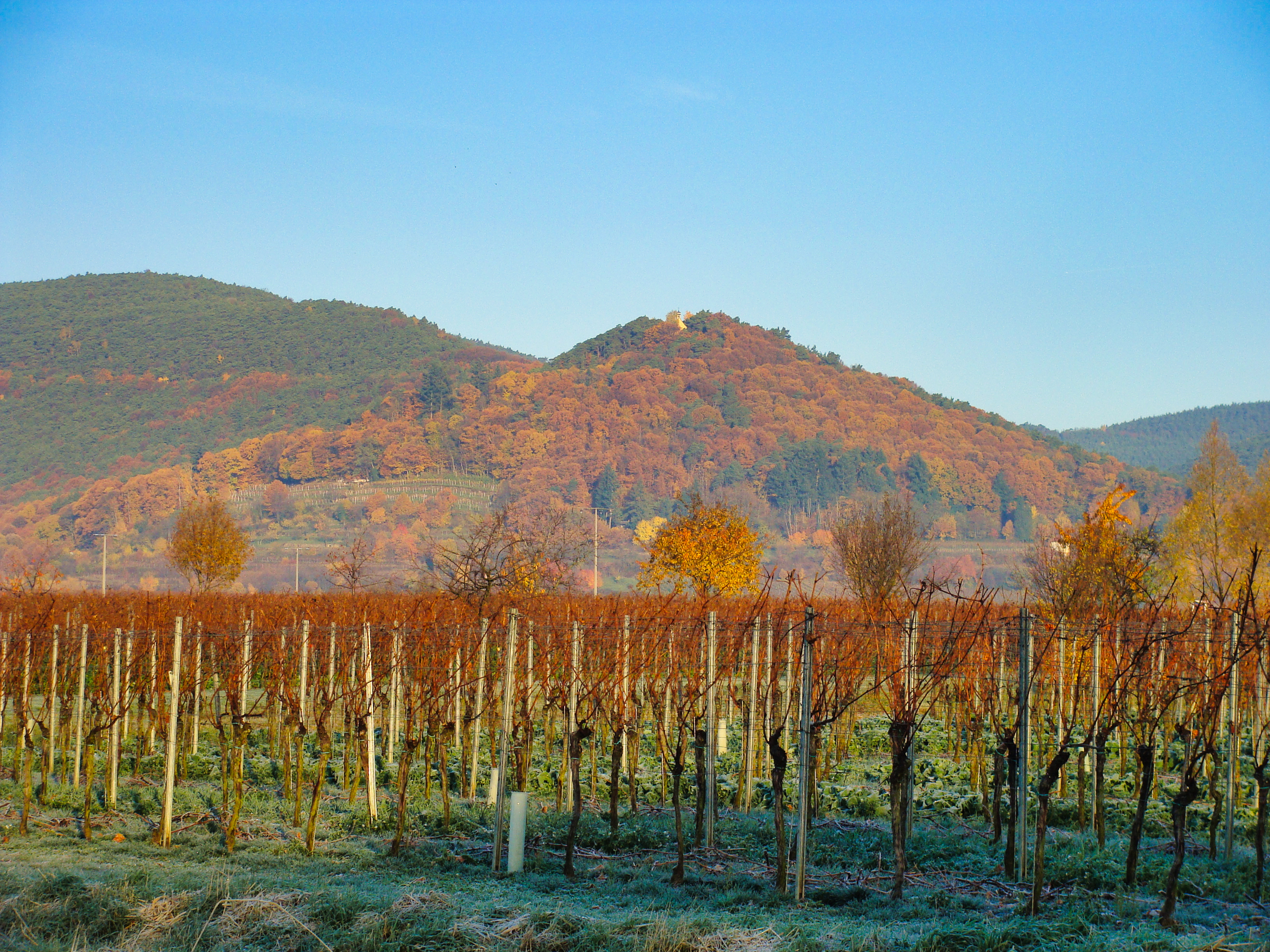
Wetterkreuzberg mit Maria-Schutz-Kapelle

### Vorberge und Kleine Kalmit
Um die Kalmit gruppieren sich mehrere Vor- und Nachbarberge oder -gipfel wie der zur Hohen Loog (618,7 m) über den Hahnenschritt überleitende Zwergberg (589,3 m) im Norden, der Taubenkopf (603,8 m) im Nordosten, die Kanzel (531,7 m) und der Wetterkreuzberg (400,7 m) im Südosten, der Stotz (603,2 m) und der Breitenberg (545,2 m) im Süden sowie der Hüttenberg (620,1 m) im Südwesten.
Etwa 15 km südsüdwestlich der (Großen) Kalmit liegt zwischen Ilbesheim und Arzheim die nur 270,5 m messende Kleine Kalmit. Sie ist Teil der Vorhügelzone des Pfälzerwalds und etwa 4 km (Luftlinie) vom Gebirgsrand entfernt.

### Gewässer

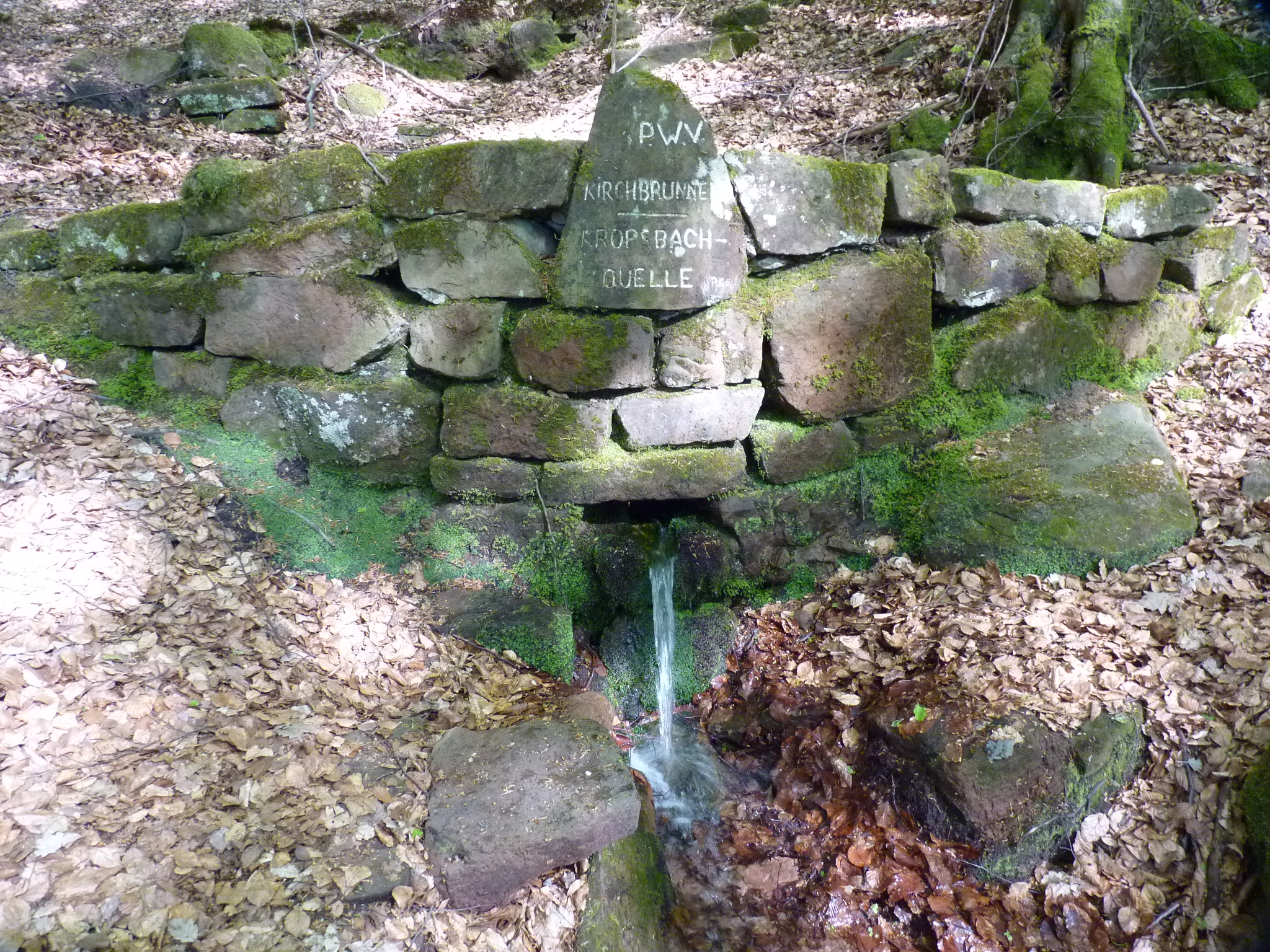
Kirchbrunnen als Kropsbachquelle

Das Kalmitmassiv ist von mehreren Quellen umgeben. In einem Einschnitt des Osthangs der Kalmit, 1 km südöstlich des Gipfels, entspringt der etwa 5 km lange Alsterweiler Bach. Er fließt nach Maikammer und mündet östlich der Ortsgemeinde von links in den Kropsbach, der schließlich zum rechten Zufluss des Speyerbachs wird. Der knapp 22 km lange Kropsbach hat seine Quelle südwestlich des Kalmitmassivs und nimmt auf seinem Lauf, der südlich an der Kalmit vorbeiführt, von links das Wasser der Wolselquelle auf; diese entspringt in einem Taleinschnitt südwestlich des Gipfels und wird über einen 500 m langen Bach entwässert. Nordwestlich der Kalmit hat der gut 6 km lange Kaltenbrunnertalbach seinen Ursprung, der das Massiv im Norden passiert und in Neustadt von rechts den Speyerbach erreicht. Nordöstlich liegt die Quelle des 9,5 km langen Wooggrabens, der nach Osten fließt und in Lachen-Speyerdorf von rechts in den Hörstengraben mündet, der wiederum sein Wasser über den Kropsbach dem Speyerbach zuführt.

### Naturräumliche Zuordnung
Die Kalmit gehört zum Naturraum Pfälzerwald, der in der Systematik des von Emil Meynen und Josef Schmithüsen herausgegebenen Handbuchs der naturräumlichen Gliederung Deutschlands und seiner Nachfolgepublikationen als Großregion 3. Ordnung klassifiziert ist. Nach der Binnengliederung des Naturraums gehört die Kalmit zum Mittleren Pfälzerwald und zum Gebirgszug der Haardt, die den Pfälzerwald von der Oberrheinischen Tiefebene abgrenzt.
In der Hierarchie der Naturräume liegt die Kalmit damit in folgender Schachtelung:
- Großregion 1. Ordnung: Schichtstufenland beiderseits des Oberrheingrabens
- Großregion 2. Ordnung: Pfälzisch-Saarländisches Schichtstufenland
- Großregion 3. Ordnung: Pfälzerwald
- Region 4. Ordnung (Haupteinheit): Mittlerer Pfälzerwald
- Region 5. Ordnung: Haardt

### Berghöhe
Die Höhe der Kalmit wurde bis zur Neuvermessung 2024 mit 672,6 m angegeben. Ihre Höhe wurde aber unter anderem auch mit 673,64 m angegeben.

## Flora

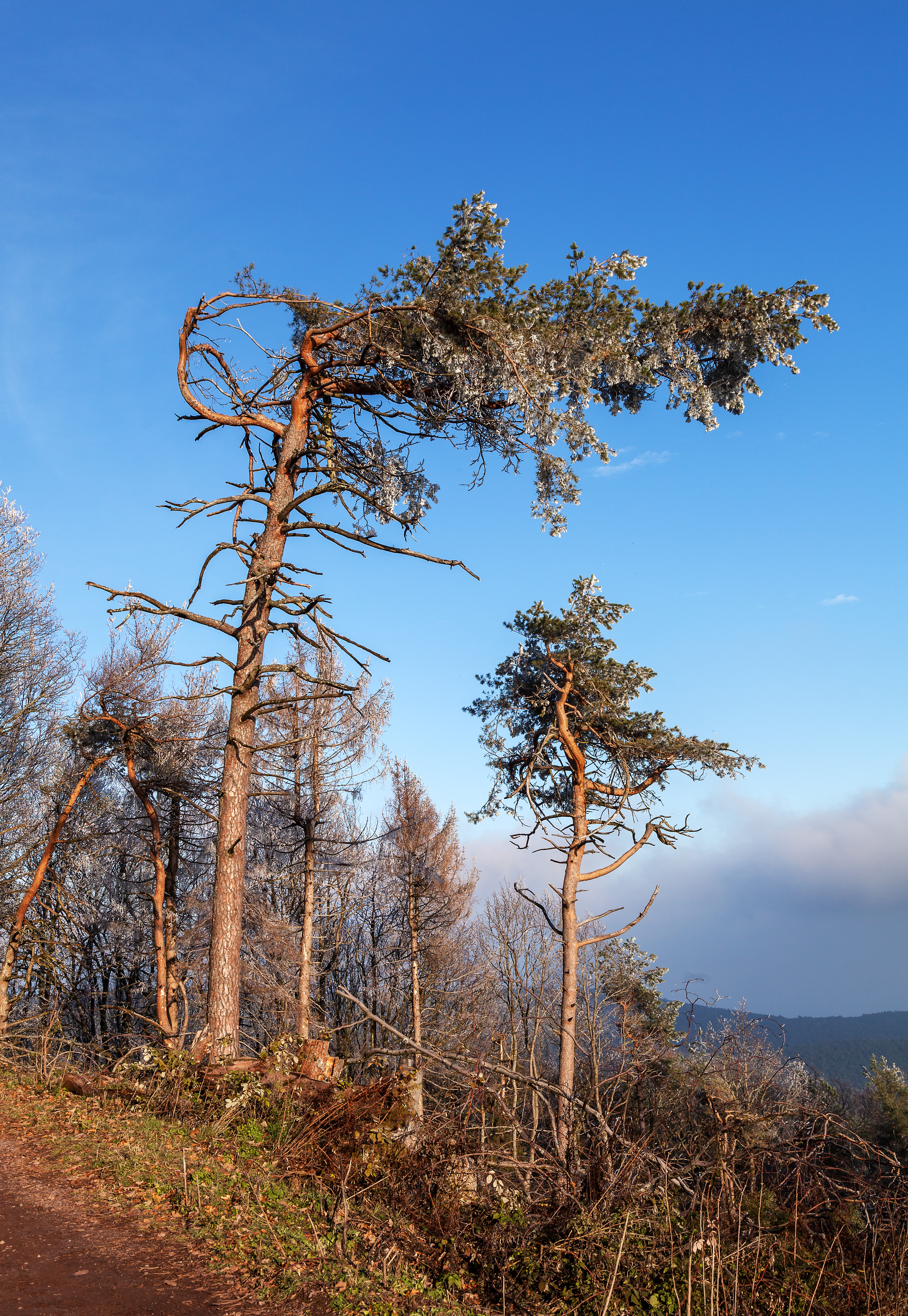
„Sturmkiefer“ auf der Kalmit

Wie fast der gesamte Rest des Pfälzerwalds ist auch die Kalmit – die folgenden Zahlen stammen vom Forstamt Haardt, das mit Sitz in Landau für die Wälder um die Bergmassive von Kalmit, Kesselberg (662 m) und Weinbiet (554 m) zuständig ist – vorwiegend von Mischwald bewachsen, dessen Zusammensetzung sich überall im Forstamtsbereich ähnelt. Der Nadelbaumbestand wird von Kiefern (etwa 10.300 ha) dominiert, Douglasien (etwa 1.700 ha) und Fichten (etwa 1.600 ha) folgen mit größerem Abstand. Bei den Laubbäumen überwiegen Buchen (etwa 7.000 ha) und Eichen (etwa 2.600 ha).

## Schutzgebiete
Auf dem Kalmit-Südwestausläufer Hüttenberg liegt ein Teil des Fauna-Flora-Habitat-Gebiets Biosphärenreservat Pfälzerwald (FFH-Nr. 6812-301; 359,97 km² groß). Abgesehen von seiner Nordwestflanke befinden sich auf dem Berg Teile des Vogelschutzgebiets Haardtrand.

## Gipfel

### Aussichtsturm und Sendeturm

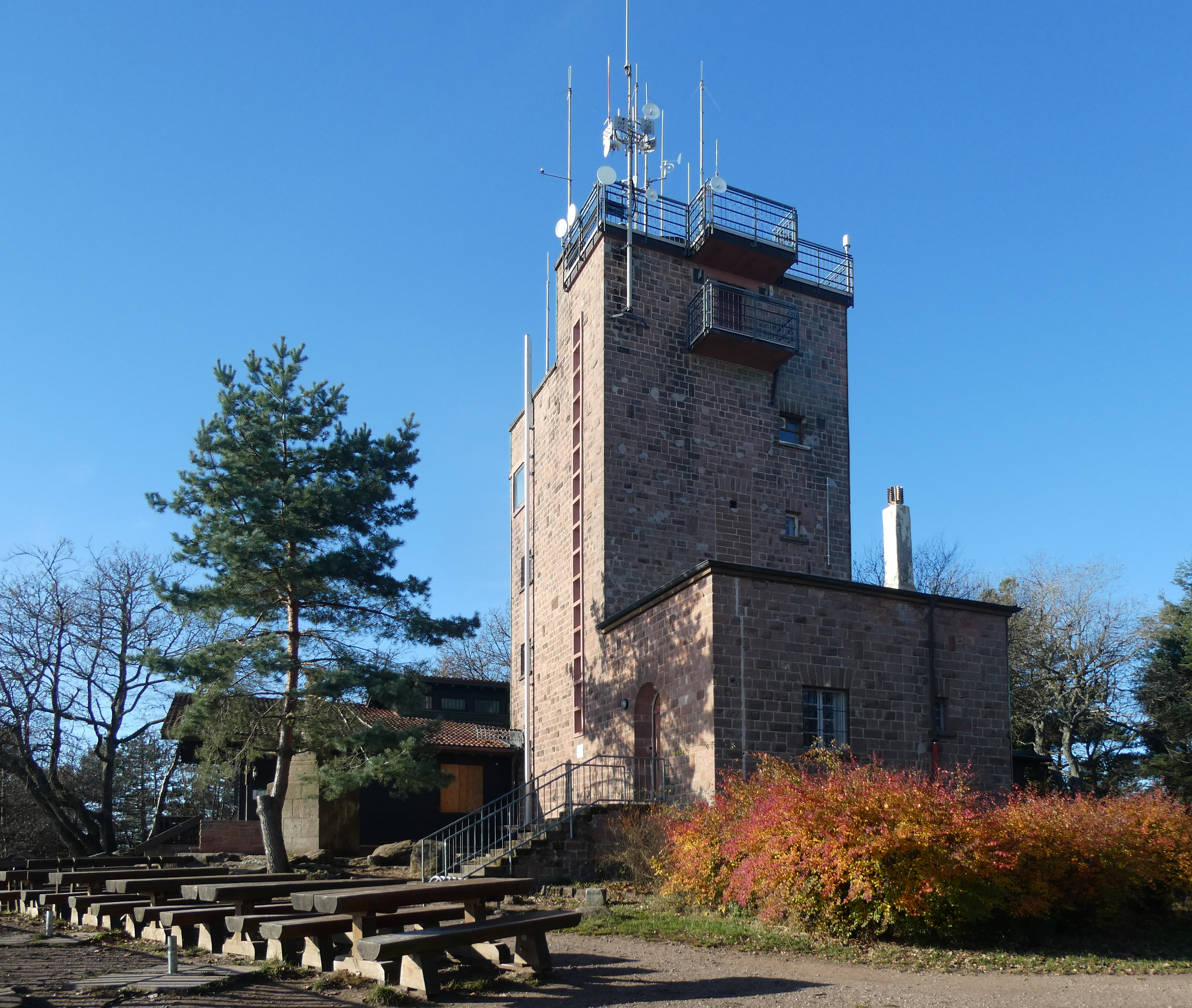
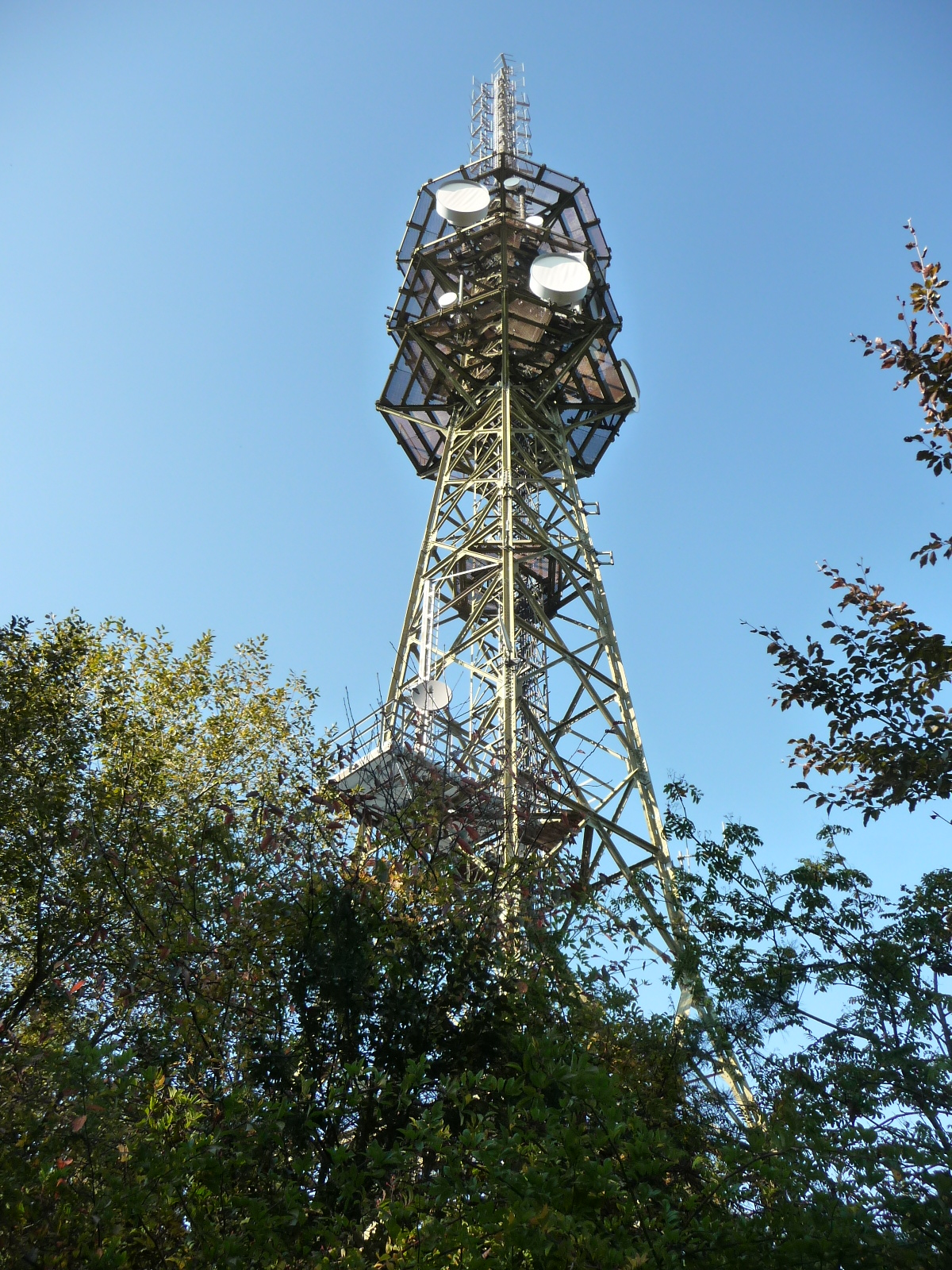

Nachdem der im Jahre 1868 auf dem Gipfel gebaute Aussichtsturm eingestürzt war, errichtete in den Jahren 1928/29 der Hauptverein des Pfälzerwald-Vereins einen neuen, 21 m hohen Aussichtsturm. Er war von Anfang an mit Wohnräumen, elektrischem Licht und fließendem Wasser ausgestattet. Von diesem Turm hatte man einen umfassenden Panoramablick, nicht nur über den gesamten Pfälzerwald und auf die sich südlich anschließenden Vogesen, sondern bei klarer Sicht auch bis hin zu den Höhenzügen des Hunsrücks, Taunus, Odenwalds und Schwarzwalds. Nach Meinung damaliger Zeitgenossen war die Kalmit deshalb „der schönste Aussichtsberg der Pfalz“.
Mittlerweile befinden sich im und auf dem Turm diverse mess- und funktechnische Anlagen, so dass er zunächst zeitweilig und in den letzten Jahrzehnten völlig für die Öffentlichkeit gesperrt wurde. Betrieben werden eine Relaisfunkstelle, eine Wetterstation und eine Fernsicht-Messstation.
Auf dem Berggipfel steht neben dem Aussichtsturm der freistehende Stahlfachwerk-Sendeturm des Senders Kalmit, der als Fernmeldeanlage und Rundfunksender dient. Von ihm werden die UKW-Hörfunkprogramme RPR1 103,6 MHz und BigFM 106,7 MHz ausgestrahlt.

### Kalmithaus

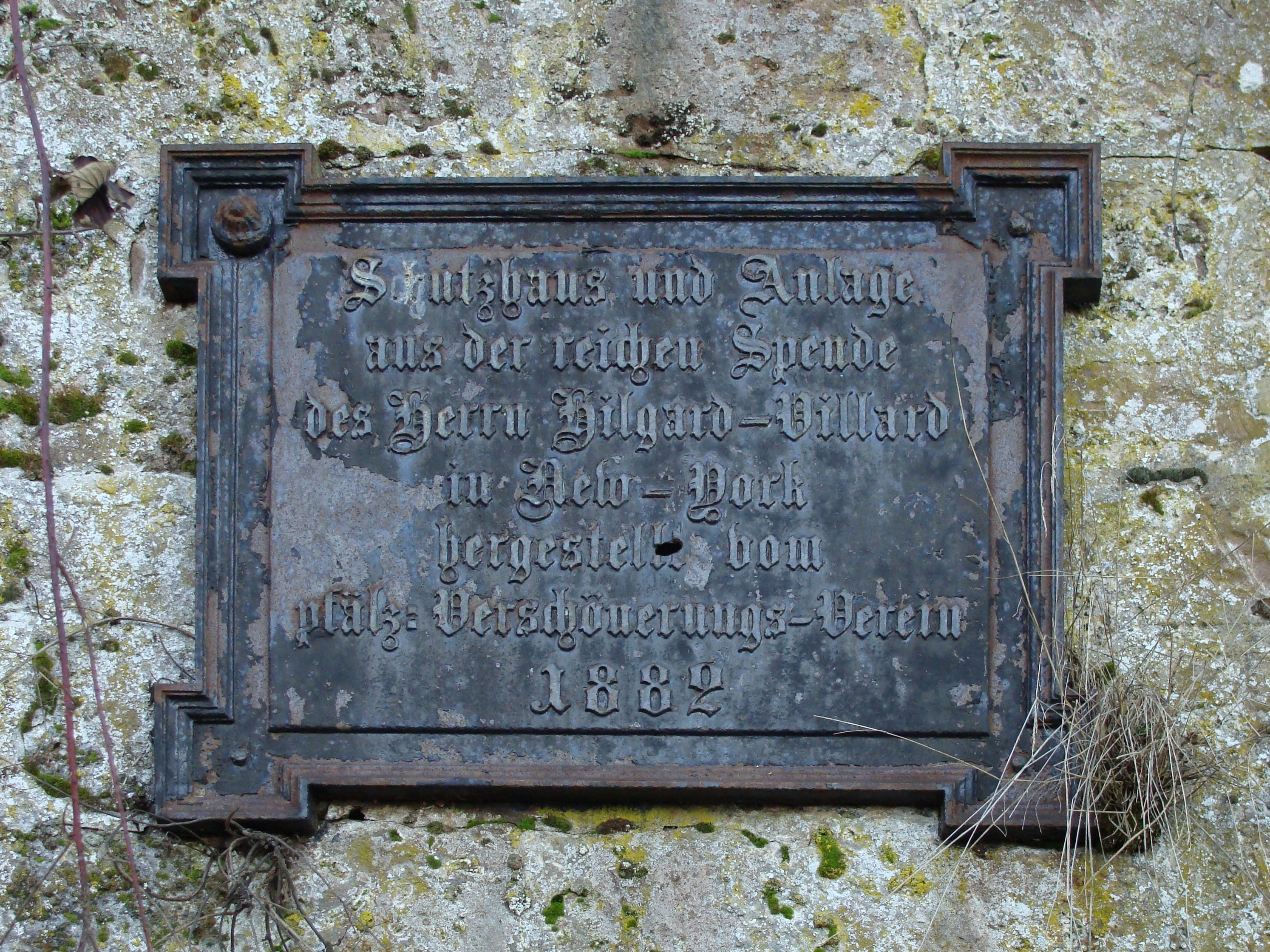
Widmungstafel von 1882 für alte Schutzhütte

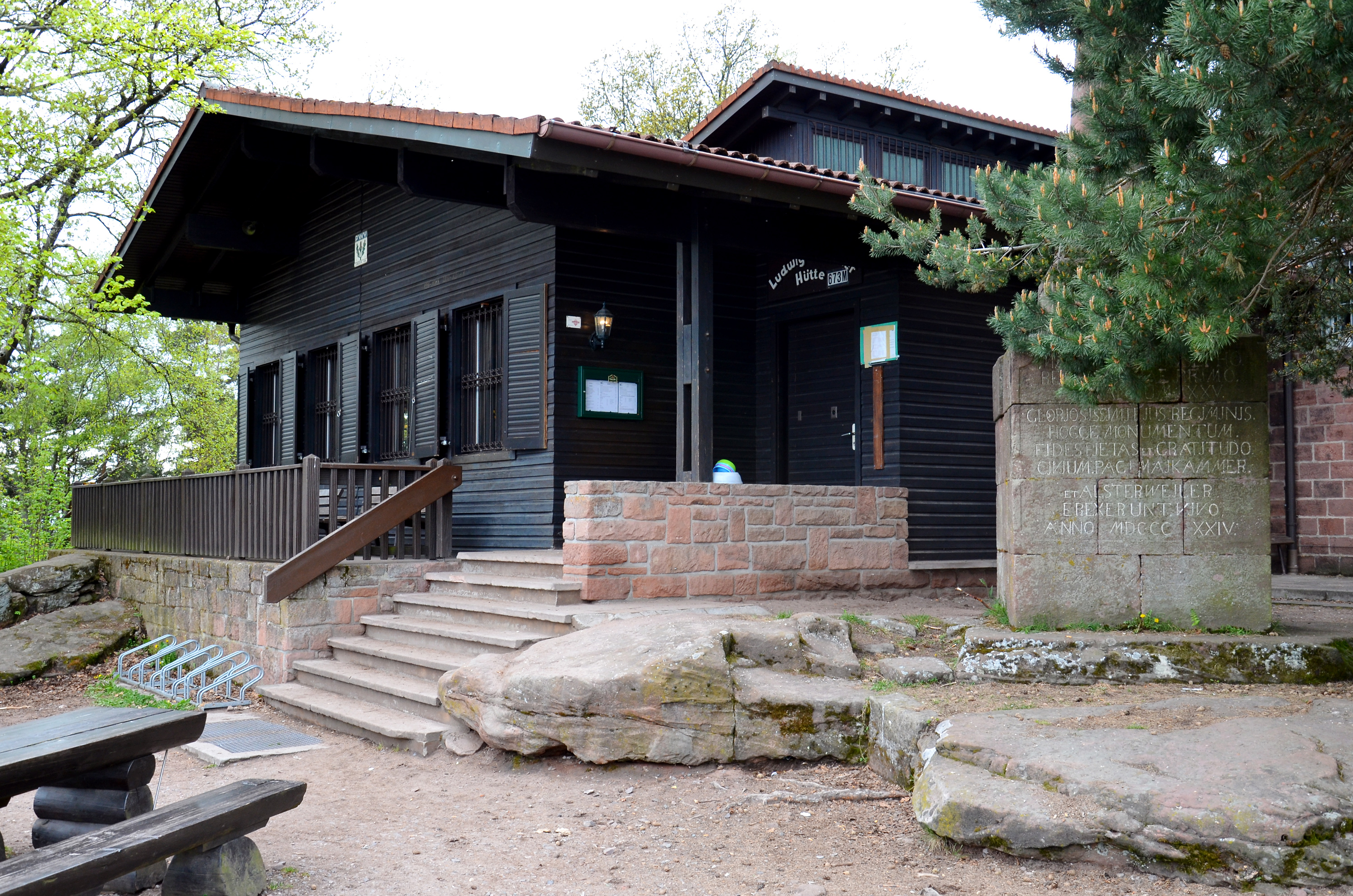
Kalmithaus

Das Kalmithaus wurde im Jahre 1908 als bewirtschaftete Wanderhütte Ludwigshafener Hütte durch die PWV-Ortsgruppe Ludwigshafen errichtet und 1934 erweitert. Nach dem Zweiten Weltkrieg wurde die Hütte zunächst durch die französische Besatzungsmacht zu militärischen Zwecken genutzt. Im Jahre 1953 wurde sie nach langwierigen Verhandlungen wieder freigegeben und 1955 erneut in Betrieb genommen. Da das Haus größere Schäden aufwies, wurde es im Jahre 1957 durch ein völlig neues, moderneres Gebäude, das Kalmithaus, ersetzt.
Am 13. November 1981 ereignete sich im Haus eine Gasexplosion, die den vorderen Teil völlig zerstörte. Die Einweihung des Kalmithauses in seiner heutigen Gestalt fand am 12. Juni 1983 statt. In den nachfolgenden Jahrzehnten erfolgten weitere Modernisierungen, wie der Neubau einer Kläranlage und die Umstellung auf biologische Abwasserklärung. Außerdem wurde der Anschluss an die Wasserversorgung der Gemeinde Maikammer hergestellt.
Das Kalmithaus ist die höchstgelegene Hütte im Pfälzerwald und zu jahreszeitlich wechselnden Zeiten geöffnet. Seit 2012 wird es nicht mehr ehrenamtlich von Vereinsmitgliedern bewirtschaftet, sondern durch fest angestelltes Personal; das Speiseangebot orientiert sich an der regionalen Pfälzer Küche. Übernachtungen sind nicht möglich.

### Aussichtsmöglichkeiten

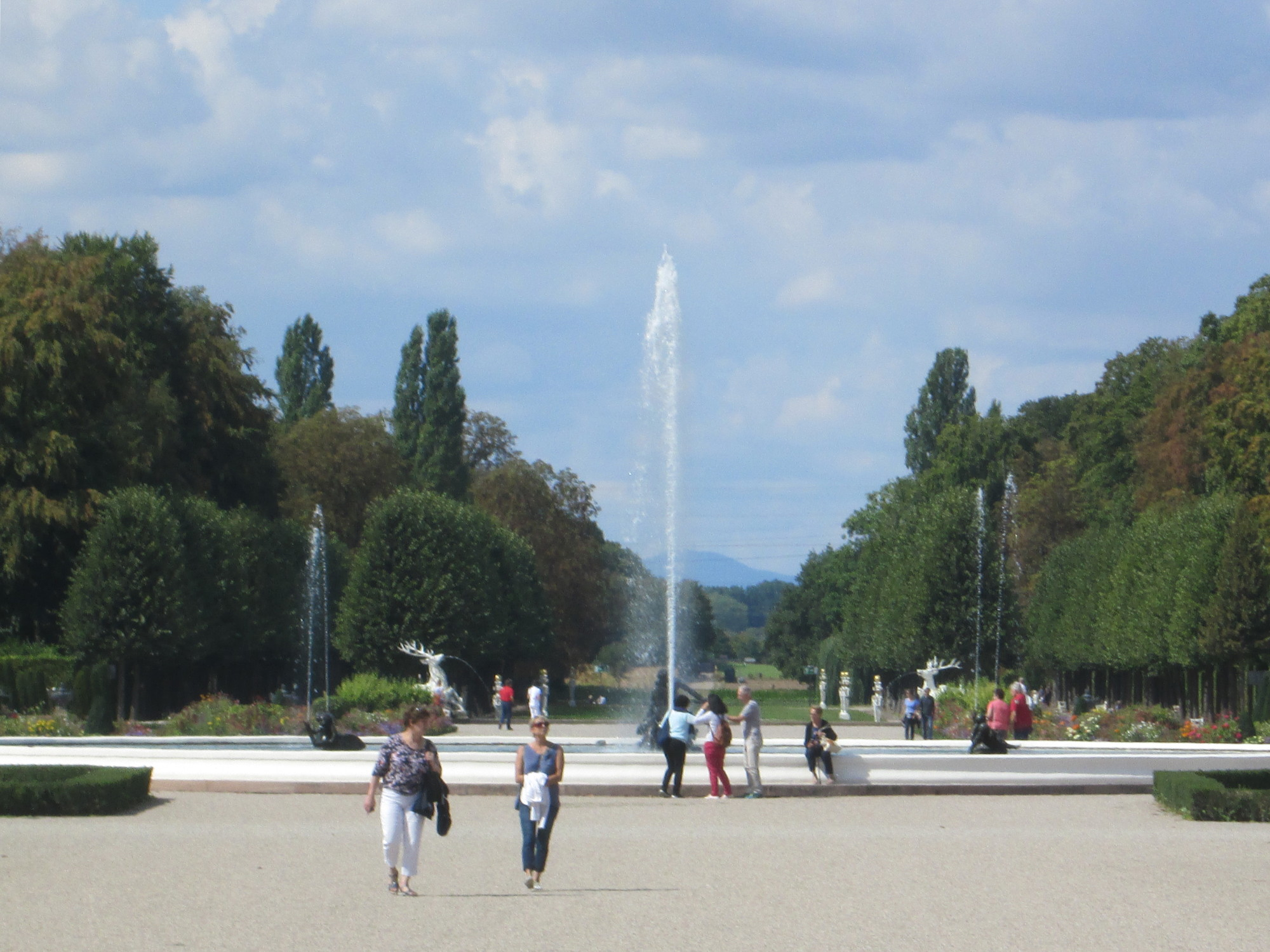
Blickachse vom Schwetzinger Schloss zur Kalmit

Der Gipfel der Kalmit bietet vom Freisitz auf der Terrasse des Kalmithauses eine gute Aussicht nach Osten in die rund 500 m tiefer gelegene Oberrheinische Tiefebene – u. a. mit den bergnahen Ortsgemeinden Maikammer (170 m Höhe) und St. Martin (225 m). In der Ebene reicht der Blick zu den Städten Ludwigshafen (95 m) und Mannheim (97 m) sowie Speyer (103 m) und Philippsburg (100 m).
Im Fernbereich sind der Südwestteil des Odenwalds bei Heidelberg mit dem Königstuhl (570,3 m) und weiter im Südosten die Höhenzüge des Nordschwarzwalds zu erkennen. Zu sehen sind bei klarer Sicht zum Beispiel die Badener Höhe (1002,2 m), der nördlichste Tausender des Schwarzwalds, und die Hornisgrinde, mit 1164,4 m der höchste Berg des Nordschwarzwalds.
Die Blickachse des 36 km entfernten Schlosses in Schwetzingen (101 m) ist gegen Westsüdwest exakt zur Kalmit ausgerichtet. Im Nordnordwesten ist in gleicher Entfernung der höchste Gipfel der Pfalz zu sehen, der 686,5 m hohe Donnersberg im Nordpfälzer Bergland.

## Felsenmeer Hüttenberg

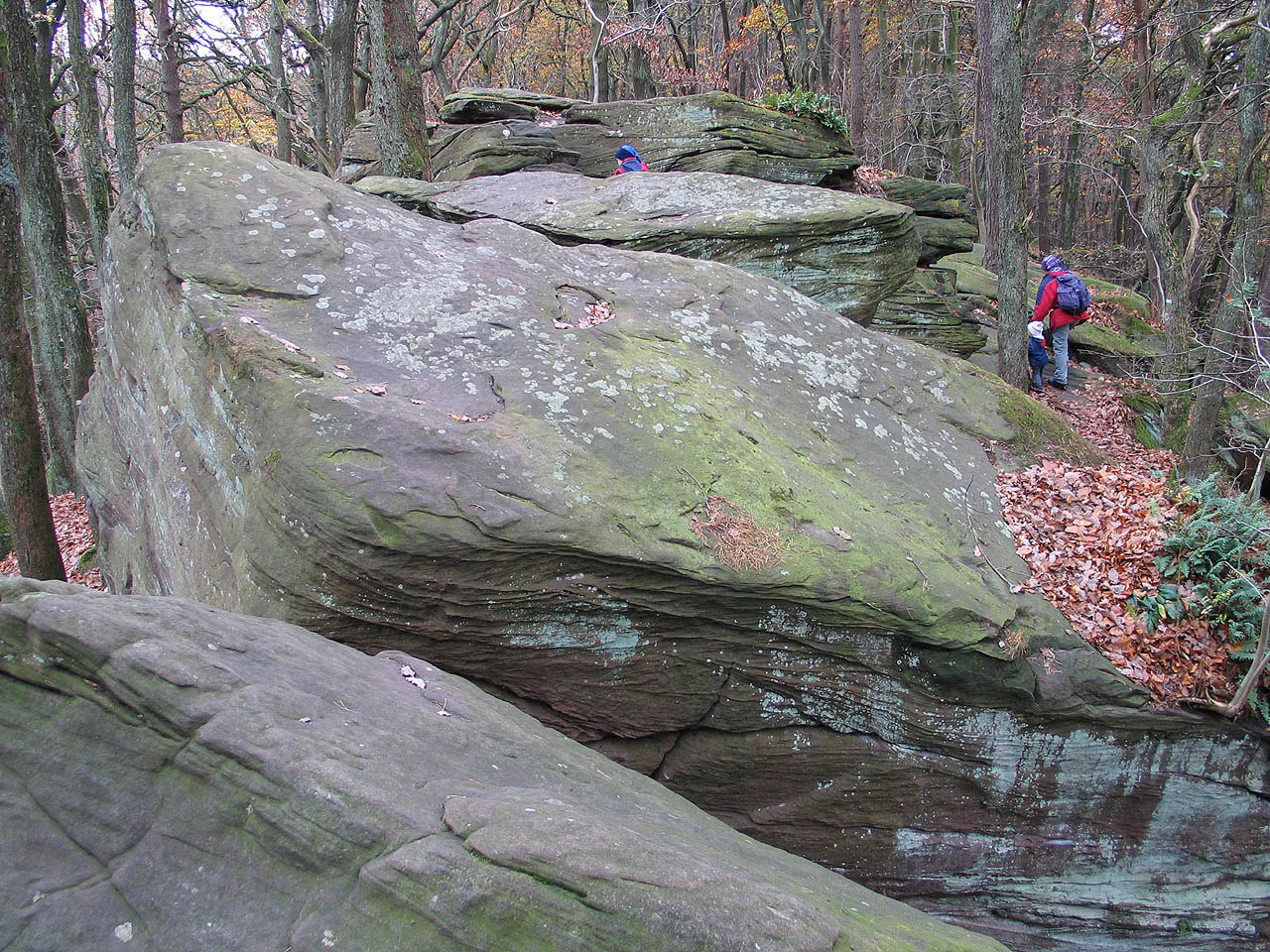
Felsenmeer Hüttenberg auf dem Kalmit-Vorgipfel

Auf dem Kalmit-Vorberg Hüttenberg liegt das Felsenmeer Hüttenberg. Das Gelände ist mit großen Felsblöcken übersät, die aus den sogenannten Karlstalschichten des Mittleren Buntsandsteins stammen. Entstanden sind sie während verschiedener Kaltzeiten, als die vorher geschlossene Felsschicht durch Frostsprengung in einzelne Trümmer zerlegt wurde.

## Sport und Wandern

### Allgemeines
Die steil ansteigende Kalmithöhenstraße wird nicht nur für den allgemeinen Verkehr genutzt, vielmehr finden dort auch Sportereignisse wie Berglaufwettbewerbe und Radrennen statt. Ab Mai 2008 stand für Radsportler, Läufer und Skater ein sogenannter Stoppomat bereit, ein automatisches Zeiterfassungssystem; das Startgerät war am westlichen Ortsausgang von Maikammer auf etwa 170 m Höhe installiert, das Zielgerät am Parkplatz Kalmit etwas unterhalb des vom Startgerät 5,75 km entfernten Gipfels.

### Sportereignisse

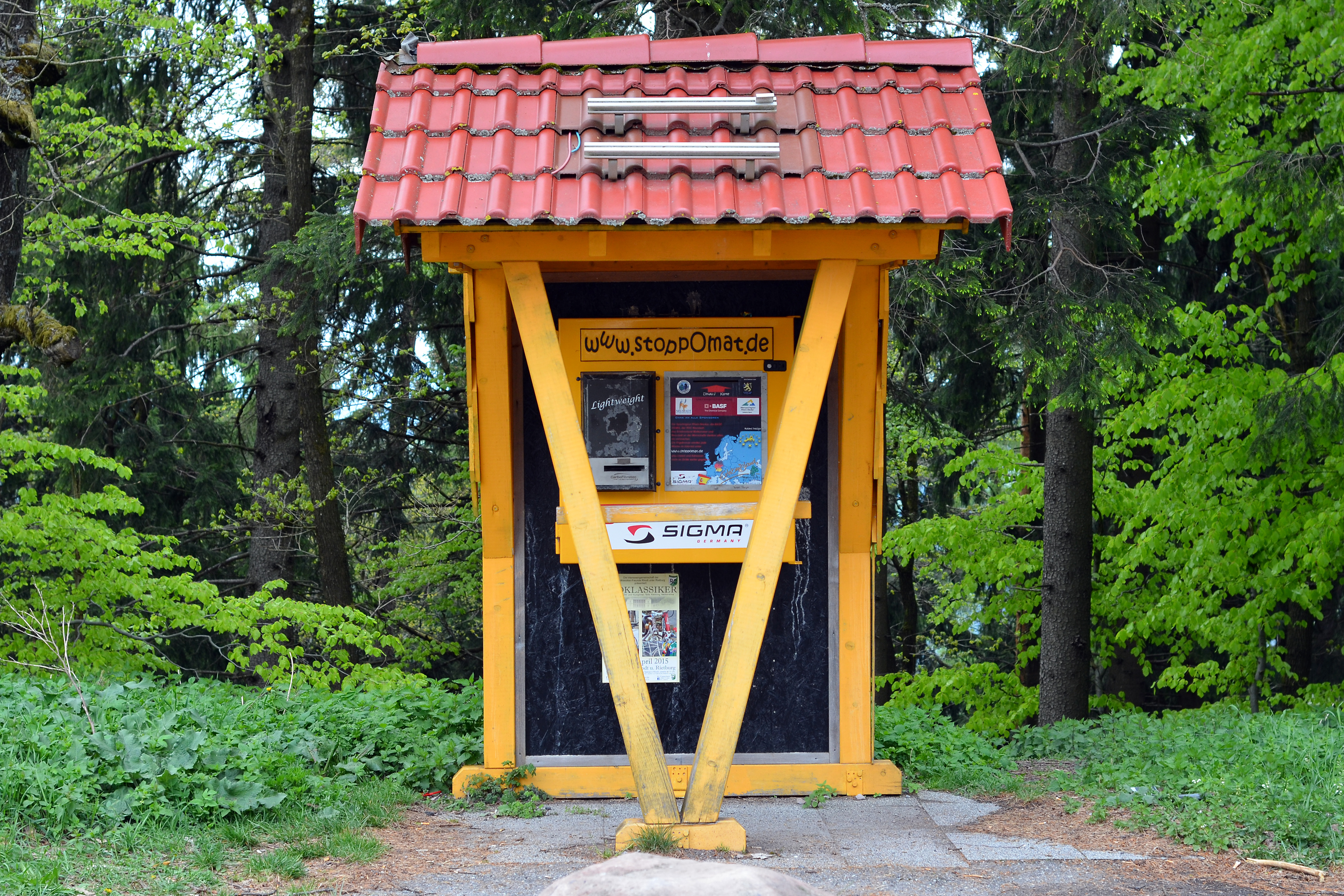
Der Ziel-Stoppomat

- Seit 1992 wird der Kalmit-Klapprad-Cup ausgetragen, bei dem nur Klappräder ohne Gangschaltung zugelassen sind. Der Wettbewerb findet alljährlich am ersten Samstag im September statt.[20]
- Der Kalmit-Berglauf, der seit 1992 ausgetragen wird und jedes Jahr im November stattfindet, ist in der Berglaufserie der Pfalz der siebte und letzte Lauf des Jahres um den Pfälzer Berglaufpokal. Regelmäßig nehmen an ihm über 600 Läufer teil. Die Strecke ist 8100 m lang und zieht sich kumuliert über 505 Höhenmeter; bei 2800 m und 6200 m gibt es Zwischenwertungen.
- Seit 2006 führt alljährlich im Juni die Radstrecke des Mußbach Triathlon um den BASF Triathlon-Cup Rhein-Neckar von Neustadt aus hinauf zur Kalmit und dann hinunter nach Maikammer.[21]
- Am 23. und 24. August 2009 legte der Ausdauersportler Christoph Fuhrbach auf der Kalmithöhenstraße innerhalb von 24 Stunden 488 km zurück und absolvierte dabei 17.615 Höhenmeter. Er fuhr die knapp 6 km lange Strecke zwischen Maikammer und dem Parkplatz Kalmit 42 Mal auf und ab; bei der 43. Auffahrt erreichte er zum Abschluss der 24 Stunden noch das 400-Meter-Höhenschild. Fuhrbach übertraf damit die bisher bekannte deutsche Bestleistung von Rainer Klaus, der 1996 15.458 Höhenmeter erzielt hatte.[22]

### Wanderwege
Die Kalmit ist Etappenziel einiger Rund- und Weitwanderwege des Pfälzerwalds:
- Der im Herbst 2010 eröffnete und 2011 nach den Qualitätskriterien des Deutschen Wanderverbandes zertifizierte Prädikatsweg Pfälzer Weinsteig berührt auf seiner vierten Etappe auch das Kalmitgebiet. Er verläuft ab Neustadt über den Nollenkopf, das Hambacher Schloss und die Hohe Loog zum Bergsattel Hahnenschritt und erreicht von dort nach einem knappen Kilometer den Kalmitgipfel. Anschließend durchquert der Wanderpfad das Felsenmeer auf dem Hüttenberg und führt nach längerem Abstieg die Weinbaugemeinde St. Martin.[23][24]
- Eine Wanderung auf dem Weg mit der Markierung Roter Punkt vom Hauptbahnhof Neustadt über Hohe Loog, alternativ von St. Martin über Wolselquelle und Felsenmeer, dauert je nach Gehtempo auf beiden Wegvarianten etwa eineinhalb bis zwei Stunden und überwindet dabei rund 500 m Höhenunterschied.
- Von Maikammer führt der Wanderweg mit der Markierung Weiß-Grün auf die Kalmit.

## Verkehrsanbindung

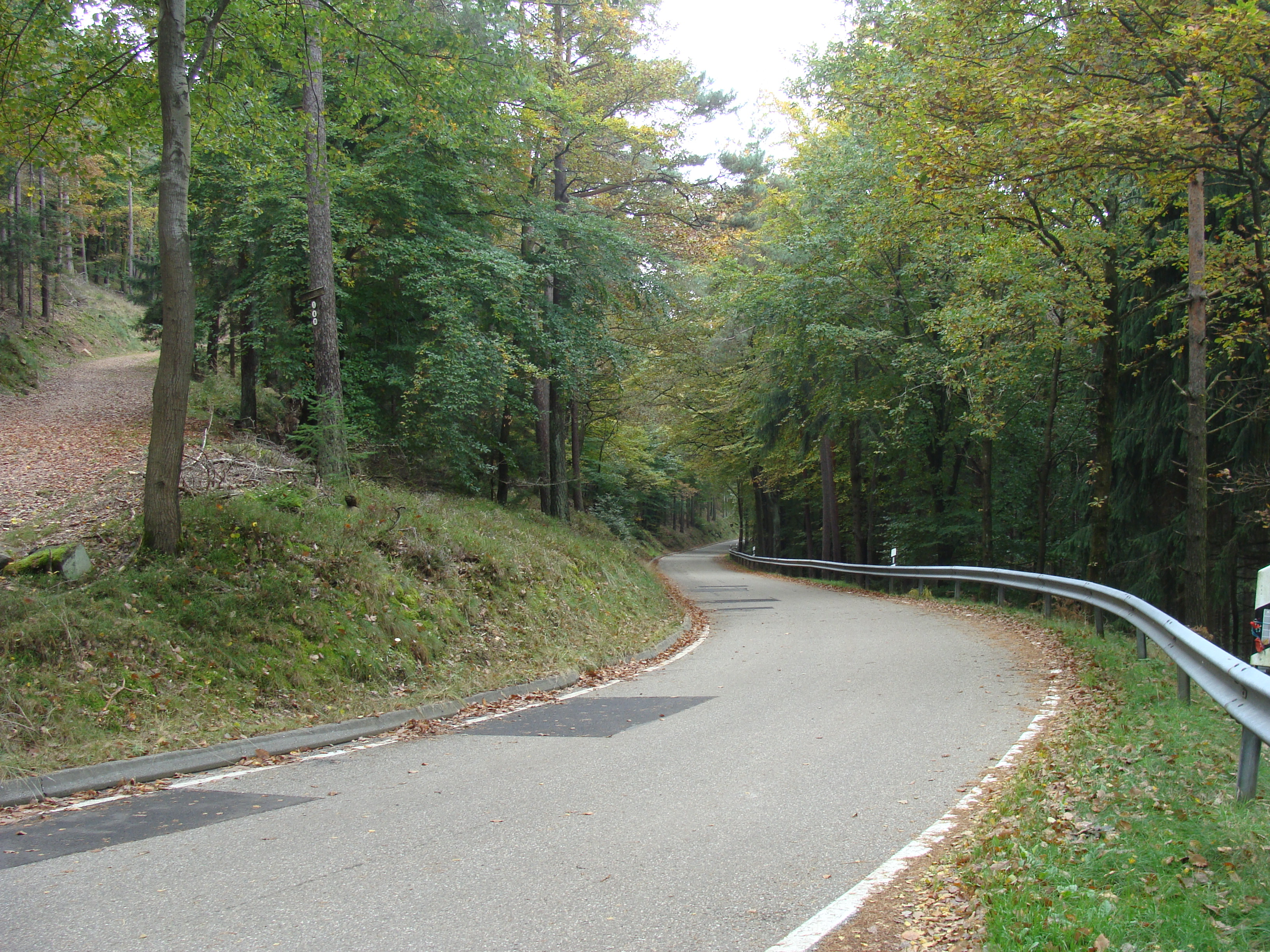
Kalmithöhenstraße am Hahnenschritt nördlich unterhalb des Kalmitgipfels

Erreichen kann man die Kalmit mit dem Privatfahrzeug über die Autobahn 65 (Ludwigshafen am Rhein–Karlsruhe) und deren Anschlussstelle 14 Edenkoben. Von dort sind es auf der Bundesstraße 38 etwa 3 km nach Maikammer. Hier beginnt als Teil der Landesstraße 515 und mit ausgeschildertem Ziel „Kalmit“ die Kalmithöhenstraße. Sie überquert nach 6 km Fahrt etwa von Ost nach West die Hochlagen der Kalmit. Auf rund 600 m Höhe zweigt von der Landesstraße eine 600 m lange Stichstraße nach links ab. Sie führt entgegen dem Uhrzeigersinn nördlich um die Gipfelregion zum Wandererparkplatz Kalmit, der westnordwestlich des Berggipfels auf einem Vorplateau in etwa 645 m Höhe angelegt ist. Von dort ist der Gipfel nach einem Fußweg von knapp 500 m zu erreichen.
Der ÖPNV bietet von Mai bis Oktober an Sonn- und Feiertagen die Wanderbuslinie Kalmitexpress vom Hauptbahnhof Neustadt zur Kalmit. Die Fahrzeit beträgt etwa 35 Minuten, die Busse sind auf den Fahrplan der Nahverkehrszüge und S-Bahnen abgestimmt. Im Bus werden auch spezielle Fahrkarten anerkannt, wie das Rheinland-Pfalz-/Saarland-Ticket sowie das Quer-durchs-Land-Ticket.